# 西桥街道
西桥街道，是中华人民共和国福建省漳州市芗城区下辖的一个乡镇级行政单位。

## 行政区划
西桥街道下辖以下地区：
北京社区、延安社区、华南社区、西桥社区、旧桥社区、钟芬社区、南山社区、大桥社区和南星村。